# Tecknade serier i informationssyfte
Tecknade serier i informationssyfte är tecknade serier inom användningsområden såsom propaganda, reklam och information.
Tecknade serier framställs till större delen som kommersiell underhållning och förekommer då i form av serietidningar, dagspresserier, album eller webbserier. Serier förekommer även i andra sammanhang som till exempel samhällsinformation, reklam etcetera. När en myndighet snabbt vill nå ut med ett budskap är serier ett effektivt verktyg. Serier kan även användas som läromedel. Prins Valiant förekom till exempel i historieundervisningen på amerikanska skolor. Serier har också brukats i propagandasyfte. 
Tecknade serier som framställs i informativt syfte kan delas in i flera olika kategorier, såsom pedagogiska, upplysande eller instruktiva.

## Pedagogiska serier
Pedagogiska serier började produceras först efter andra världskriget. Deras roll var för det mesta att upplysa om tekniska och vetenskapliga framsteg. Bakom dem stod organisationer, företag och statliga myndigheter. Det dittills mest uppmärksammade informationshäftet kom 1949 och hette Learn How Dagwood Splits The Atom. Avsändaren var USA:s atomkommission. Den handlade om det fredliga bruket av atomenergin och tecknades bland annat av Blondies skapare Chic Young. Under namnet Dagobert spränger atomen delades det ut gratis till skolor i Sverige. Tidningen banade väg för fler informationshäften med seriefigurer i huvudrollen som till exempel Kalle Anka och hjulet. Industrin kring pedagogiska serier växte snabbt. 1952 gavs det ut 30 miljoner exemplar av pedagogiska serietidningar, så kallade "educationals", i USA.

## Upplysningsserier
Upplysningsserier tar upp sociala frågor som till exempel narkotikamissbruk, psykisk sjukdom, preventivmedel etcetera. Uppmuntrade av framgången med Dagobert spränger atomen tog New York State Department of Social Hygiene fram Blondie som socialkurator. Den behandlade problem i vardagsliv, äktenskap och uppfostran och gick ut i 1 miljon exemplar. Även Spider-Man har engagerats i serietidningar gällande sociala frågor. Ett specialnummer producerades 1984 i samarbete med National Committee to Prevent Child Abuse. Upplysningsserier kan även ta upp andra ämnen som till exempel naturkatastrofer eller informera om hur postväsendet fungerar. I USA samarbetar försvarsmyndigheten med stora serieförlag som Marvel Comics eller DC Comics när de vill nå ut till en större grupp. I sådana serier kan myndigheten informera om till exempel risken med landminor. Under namnet America Supports You producerade Marvel Comics 1 miljon serietidningar med sina populära seriefigurer som delades ut gratis till armépersonal och lokalbefolkning i Irak. Vissa av dessa serier riskerar att tangera gränsen för propaganda om de används för att popularisera en krigföring.

## Instruktionsserier
Instruktionsserier handlar om hur man utför något i praktiken. Det kan röra sig om att snickra, laga mat, sticka och så vidare. I Japan är dessa häften med serier otroligt populära. Instruktionsserier används också som monteringsanvisning för en möbel. Företag som exempelvis Ikea har egna avdelningar som enbart framställer instruktionsserier. Instruktionsserier förekommer på flygplan för att instruera om var nödutgången är belägen eller hur man beter sig vid risk för olycka. Informationsbroschyrer av detta slag är ofta inplastade. Företaget American Visuals Corporation grundades 1948 av Will Eisner för att producera informativa serier i olika sammanhang. Eisner ansåg att serier hade fler användningsområden än de rent underhållande. 1951 startade han P.S. Magazine som är en militär instruktionsbroschyr som lär soldaterna hur de ska ta hand om sitt materiel. Numer tecknas den av serietecknaren Joe Kubert.

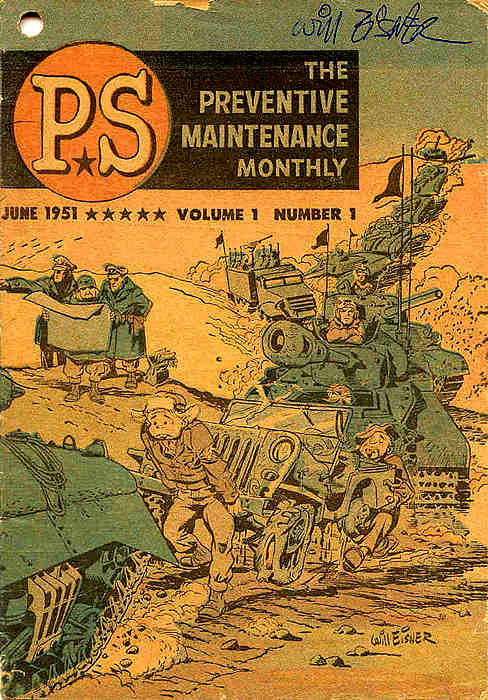
Omslag till förstanumret av P.S. Magazine, juni 1951

## Propagandaserier
Propagandaserier eller politiska serier var ovanliga innan andra världskriget. Serieproducenterna ville att serierna skulle vara neutrala som möjligt så att de kunde säljas utomlands utan att få kritik. Under andra världskriget värvades dock seriefigurer som Kalle Anka och Superman i ett öppet krig mot nazism och fascism. Bland annat sprängde Superman Atlantvallen långt innan de allierade gjorde det. Därefter blev politiska serier vanligare. Politiska serier görs ofta på beställning av politiska partier eller av ett lands regering. 1948 producerades ett propagandahäfte som förklarade vilken utmärkt presidentkandidat Harry S. Truman var. Miljontals exemplar delades ut och Truman vann en jordskredsseger. Amerikanska utrikesdepartementet hakade på vågen. 1951 spred UD femton miljoner exemplar av diverse propagandaserier i Asien, Afrika och Sydeuropa. Även andra länder än USA har använt politiska serier. Regeringschefen Mobutu i Zaire lät 1977 framställa en serietidning som berättade om dennes liv och visade Mobutus fantastiska ledarskap.

## Reklamserier
Reklamserier används när enskilda företag lanserar sina produkter. På 50-talet var reklamserier för tandkrämsprodukter vanligast på marknaden. Kända seriefigurer som Superman, Casper the friendly ghost har använts flitigt på licens för att sälja in en produkt. Men det är inte bara seriefigurer som säljer varor, det kan också röra sig om att använda en serietecknares stil för att lättare sälja in en produkt. Nöjesfältet Gröna Lund har i annonssammanhang använt sig av ett serieliknande maner för att visa hur spännande deras åkattraktioner är. Filmindustrin använder sig också av serier till sina annonser när det passar. När filmen Snakes on a Plane skulle säljas till en publik användes på ett kongenialt sätt ett maner som påminde om säkerhetsinstruktioner på flygplan. På det viset fick man på köpet in fler spännande situationer från filmen än om man som i vanliga filmannonser bara använt en enda stor enskild bild.